# Liu Rui
Liu Rui (chiń. upr. 刘瑞; pinyin Liú Ruì; ur. 25 stycznia 1997) – chiński zapaśnik walczący w stylu klasycznym. Zajął dziewiąte miejsce na mistrzostwach świata w 2022 roku. 
Brązowy medalista igrzysk azjatyckich w 2022, a także mistrzostw Azji w 2023 roku.